# Леонардо Бонуччі
Леона́рдо Бону́ччі (італ. Leonardo Bonucci, * 1 травня 1987, Вітербо) — італійський футболіст, центральний захисник.
Відомий насамперед виступами за «Ювентус», де відіграв понад 10 років, а також за національну збірну Італії, за яку провів понад 120 ігор.

## Клубна кар'єра
Вихованець юнацької команди футбольного клубу «Вітербезе».
У дорослому футболі дебютував 2005 року виступами за команду міланського «Інтернаціонале», в якій провів два сезони, взявши участь лише в одному матчі основної команди в чемпіонаті. 
2007 року гравця, що не потрапляв до основи міланської команди, було відправлено в оренду до клубу Серії B «Тревізо», в якому він регулярно отримував ігрову практику та провів півтора сезони. Першу половину 2009 року провів захищаючи, також на умовах оренди, кольори клубу «Піза».
У червні 2009 року уклав контракт з «Дженоа», однак вже за місяць частину прав на гравця викупив клуб «Барі» і Бонуччі розпочав сезон 2009–10 саме у складі цієї команди. У складі «Барі» відразу ж став одним з основних центральних захисників.
До складу клубу «Ювентус» приєднався 2010 року і провів за туринців сім сезонів, в яких відіграв 227 ігор і забив 14 голів. У 2017-2018 році за 40 мільйонів євро перейшов до складу «Мілана», підписавши контракт строком на 5 років. 
Утім, після завершення сезону 2017/18, по ходя якого відіграв у 35 іграх і забив два голи, повернувся до «Ювентуса», де провів ще чотири сезони.
1 вересня 2023 року наддосвідчений захисник знайшов варіант продовження кар'єри у Німеччині, уклавши однорічний контракт із берлінським «Уніоном». 

## Виступи за збірну
3 березня 2010 року дебютував в офіційних матчах у складі національної збірної Італії в товариській грі проти Камеруну (0:0). Відтоді у формі головної команди країни провів понвд 120 матчів, в яких забив 8 голів у тому числі у фінальній грі Євро-2020 проти збірної Англії. Тим самим захисник став найстаршим автором голу в історії фінальних матчів Євро (34 роки і 71 день). У складі «скуадри адзури» став чемпіоном Європи-2020, а захисника визнали кращим гравцем фіналу.
| Дата       | Місто                  | Господарі            | Результат               | Гості                | Турнір                                | Голи | Примітки      |
| ---------- | ---------------------- | -------------------- | ----------------------- | -------------------- | ------------------------------------- | ---- | ------------- |
| 3-3-2010   | Монако                 | Італія               | 0 – 0                   | Камерун              | товариський матч                      | -    | 88'           |
| 3-6-2010   | Брюссель               | Італія               | 1 – 2                   | Мексика              | товариський матч                      | 1    | 16'           |
| 10-8-2010  | Лондон                 | Італія               | 0 – 1                   | Кот-д'Івуар          | товариський матч                      | -    | 83'           |
| 3-9-2010   | Таллінн                | Естонія              | 1 – 2                   | Італія               | Відбір до ЧЄ 2012                     | 1    |               |
| 7-9-2010   | Флоренція              | Італія               | 5 – 0                   | Фарерські острови    | Відбір до ЧЄ 2012                     | -    |               |
| 8-10-2010  | Белфаст                | Північна Ірландія    | 0 – 0                   | Італія               | Відбір до ЧЄ 2012                     | -    |               |
| 12-10-2010 | Генуя                  | Італія               | 3 – 0                   | Сербія               | Відбір до ЧЄ 2012                     | -    |               |
| 17-11-2010 | Клагенфурт-ам-Вертерзе | Румунія              | 1 – 1                   | Італія               | товариський матч                      | -    |               |
| 9-2-2011   | Дортмунд               | Німеччина            | 1 – 1                   | Італія               | товариський матч                      | -    |               |
| 25-3-2011  | Любляна                | Словенія             | 0 – 1                   | Італія               | Відбір до ЧЄ 2012                     | -    |               |
| 29-3-2011  | Київ                   | Україна              | 0 – 2                   | Італія               | товариський матч                      | -    | 76'           |
| 10-8-2011  | Барі                   | Італія               | 2 – 1                   | Іспанія              | товариський матч                      | -    | 77'           |
| 7-10-2011  | Белград                | Сербія               | 1 – 1                   | Італія               | Відбір до ЧЄ 2012                     | -    |               |
| 1-6-2012   | Цюрих                  | Італія               | 0 – 3                   | Росія                | товариський матч                      | -    |               |
| 10-6-2012  | Гданськ                | Іспанія              | 1 – 1                   | Італія               | ЧЄ 2012 - 1-й етап                    | -    | 66'           |
| 14-6-2012  | Познань                | Італія               | 1 – 1                   | Хорватія             | ЧЄ 2012 - 1-й етап                    | -    |               |
| 18-6-2012  | Познань                | Італія               | 2 – 0                   | Ірландія             | ЧЄ 2012 - 1-й етап                    | -    | 57'           |
| 24-6-2012  | Київ                   | Англія               | 0 – 0 д.ч. (2 – 4 п.п.) | Італія               | ЧЄ 2012 - чвертьфінал                 | -    |               |
| 28-6-2012  | Варшава                | Німеччина            | 1 – 2                   | Італія               | ЧЄ 2012 - півфінал                    | -    | 60'           |
| 1-7-2012   | Київ                   | Іспанія              | 4 – 0                   | Італія               | ЧЄ 2012 - Фінал                       | -    |               |
| 7-9-2012   | Софія (місто)          | Болгарія             | 2 – 2                   | Італія               | Відбір до ЧС 2014                     | -    |               |
| 11-9-2012  | Модена                 | Італія               | 2 – 0                   | Мальта               | Відбір до ЧС 2014                     | -    |               |
| 12-10-2012 | Єреван                 | Вірменія             | 1 – 3                   | Італія               | Відбір до ЧС 2014                     | -    | 14'           |
| 14-11-2012 | Парма                  | Італія               | 1 – 2                   | Франція              | товариський матч                      | -    | 47'           |
| 21-3-2013  | Женева                 | Італія               | 2 – 2                   | Бразилія             | товариський матч                      | -    |               |
| 26-3-2013  | Та-Калі                | Мальта               | 0 – 2                   | Італія               | Відбір до ЧС 2014                     | -    |               |
| 7-6-2013   | Прага                  | Чехія                | 0 – 0                   | Італія               | Відбір до ЧС 2014                     | -    |               |
| 11-6-2013  | Ріо-де-Жанейро         | Італія               | 2 – 2                   | Гаїті                | товариський матч                      | -    |               |
| 22-6-2013  | Салвадор (Бразилія)    | Італія               | 2 – 4                   | Бразилія             | Кубок Конфедерацій                    | -    |               |
| 27-6-2013  | Форталеза              | Іспанія              | 0 – 0 д.ч. (7 – 6 п.п.) | Італія               | Кубок Конфедерацій                    | -    |               |
| 30-6-2013  | Сальвадор              | Уругвай              | 2 – 2 д.ч. (2 – 3 п.п.) | Італія               | Кубок Конфедерацій                    | -    | 96'           |
| 6-9-2013   | Палермо                | Італія               | 1 – 0                   | Болгарія             | Відбір до ЧС 2014                     | -    |               |
| 10-9-2013  | Турин                  | Італія               | 2 – 1                   | Чехія                | Відбір до ЧС 2014                     | -    |               |
| 15-10-2013 | Неаполь                | Італія               | 2 – 2                   | Вірменія             | Відбір до ЧС 2014                     | -    |               |
| 15-11-2013 | Мілан                  | Італія               | 1 – 1                   | Німеччина            | товариський матч                      | -    |               |
| 31-5-2014  | Лондон                 | Італія               | 0 – 0                   | Ірландія             | товариський матч                      | -    |               |
| 4-6-2014   | Перуджа                | Італія               | 1 – 1                   | Люксембург           | товариський матч                      | -    | 79'           |
| 24-6-2014  | Натал                  | Італія               | 0 – 1                   | Уругвай              | ЧС 2014 - 1-й етап                    | -    |               |
| 4-9-2014   | Барі                   | Італія               | 2 – 0                   | Нідерланди           | товариський матч                      | -    |               |
| 9-9-2014   | Осло                   | Норвегія             | 0 – 2                   | Італія               | Відбір до ЧЄ 2016                     | 1    |               |
| 10-10-2014 | Палермо                | Італія               | 2 – 1                   | Азербайджан          | Відбір до ЧЄ 2016                     | -    |               |
| 13-10-2014 | Та-Калі                | Мальта               | 0 – 1                   | Італія               | Відбір до ЧЄ 2016                     | -    | 73'           |
| 18-11-2014 | Генуя                  | Італія               | 1 – 0                   | Албанія              | товариський матч                      | -    | кап. 81'      |
| 28-3-2015  | Софія (місто)          | Болгарія             | 2 – 2                   | Італія               | Відбір до ЧЄ 2016                     | -    |               |
| 31-3-2015  | Турин                  | Італія               | 1 – 1                   | Англія               | товариський матч                      | -    |               |
| 12-6-2015  | Спліт                  | Хорватія             | 1 – 1                   | Італія               | Відбір до ЧЄ 2016                     | -    |               |
| 16-6-2015  | Женева                 | Італія               | 0 – 1                   | Португалія           | товариський матч                      | -    |               |
| 3-9-2015   | Флоренція              | Італія               | 1 – 0                   | Мальта               | Відбір до ЧЄ 2016                     | -    |               |
| 6-9-2015   | Палермо                | Італія               | 1 – 0                   | Болгарія             | Відбір до ЧЄ 2016                     | -    |               |
| 10-10-2015 | Баку                   | Азербайджан          | 1 – 3                   | Італія               | Відбір до ЧЄ 2016                     | -    |               |
| 13-10-2015 | Рим                    | Італія               | 2 – 1                   | Норвегія             | Відбір до ЧЄ 2016                     | -    |               |
| 13-11-2015 | Брюссель               | Бельгія              | 3 – 1                   | Італія               | товариський матч                      | -    | 90+2'         |
| 17-11-2015 | Болонья                | Італія               | 2 – 2                   | Румунія              | товариський матч                      | -    |               |
| 24-3-2016  | Удіне                  | Італія               | 1 – 1                   | Іспанія              | товариський матч                      | -    |               |
| 29-3-2016  | Мюнхен                 | Німеччина            | 4 – 1                   | Італія               | товариський матч                      | -    | 64'           |
| 29-5-2016  | Та-Калі                | Італія               | 1 – 0                   | Шотландія            | товариський матч                      | -    |               |
| 6-6-2016   | Верона                 | Італія               | 2 – 0                   | Фінляндія            | товариський матч                      | -    |               |
| 13-6-2016  | Ліон                   | Бельгія              | 0 – 2                   | Італія               | ЧЄ 2016 - 1-й етап                    | -    | 78'           |
| 18-6-2016  | Тулуза                 | Італія               | 1 – 0                   | Швеція               | ЧЄ 2016 - 1-й етап                    | -    |               |
| 22-6-2016  | Лілль                  | Італія               | 0 – 1                   | Ірландія             | ЧЄ 2016 - 1-й етап                    | -    | кап.          |
| 27-6-2016  | Сен-Дені               | Італія               | 2 – 0                   | Іспанія              | ЧЄ 2016 - 1/8 фіналу                  | -    |               |
| 2-7-2016   | Бордо                  | Німеччина            | 1 – 1 д.ч. (6 – 5 п.п.) | Італія               | ЧЄ 2016 - чвертьфінал                 | 1    |               |
| 5-9-2016   | Хайфа                  | Ізраїль              | 1 – 3                   | Італія               | Відбір до ЧС 2018                     | -    |               |
| 6-10-2016  | Турин                  | Італія               | 1 – 1                   | Іспанія              | Відбір до ЧС 2018                     | -    | 86'           |
| 9-10-2016  | Скоп'є                 | Північна Македонія   | 2 – 3                   | Італія               | Відбір до ЧС 2018                     | -    |               |
| 12-11-2016 | Вадуц                  | Ліхтенштейн          | 0 – 4                   | Італія               | Відбір до ЧС 2018                     | -    |               |
| 15-11-2016 | Мілан                  | Італія               | 0 – 0                   | Німеччина            | товариський матч                      | -    |               |
| 24-3-2017  | Палермо                | Італія               | 2 – 0                   | Албанія              | Відбір до ЧС 2018                     | -    |               |
| 28-3-2017  | Амстердам              | Нідерланди           | 1 – 2                   | Італія               | товариський матч                      | 1    |               |
| 7-6-2017   | Ніцца                  | Італія               | 3 – 0                   | Уругвай              | товариський матч                      | -    |               |
| 2-9-2017   | Мадрид                 | Іспанія              | 3 – 0                   | Італія               | Відбір до ЧС 2018                     | -    | 12'           |
| 6-10-2017  | Турин                  | Італія               | 1 – 1                   | Північна Македонія   | Відбір до ЧС 2018                     | -    |               |
| 9-10-2017  | Шкодер (місто)         | Албанія              | 0 – 1                   | Італія               | Відбір до ЧС 2018                     | -    |               |
| 10-11-2017 | Стокгольм              | Швеція               | 1 – 0                   | Італія               | Відбір до ЧС 2018                     | -    |               |
| 13-11-2017 | Мілан                  | Італія               | 0 – 0                   | Швеція               | Відбір до ЧС 2018                     | -    |               |
| 23-3-2018  | Манчестер              | Аргентина            | 2 – 0                   | Італія               | товариський матч                      | -    |               |
| 27-3-2018  | Лондон                 | Англія               | 1 – 1                   | Італія               | товариський матч                      | -    | кап.          |
| 28-5-2018  | Санкт-Галлен           | Італія               | 2 – 1                   | Саудівська Аравія    | товариський матч                      | -    | кап.          |
| 1-6-2018   | Ніцца                  | Франція              | 3 – 1                   | Італія               | товариський матч                      | 1    | кап.          |
| 4-6-2018   | Турин                  | Італія               | 1 – 1                   | Нідерланди           | товариський матч                      | -    | 70'           |
| 7-9-2018   | Болонья                | Італія               | 1 – 1                   | Польща               | Ліга націй УЄФА 2018-2019 - 1-й етап  | -    |               |
| 10-10-2018 | Генуя                  | Італія               | 1 – 1                   | Україна              | товариський матч                      | -    |               |
| 14-10-2018 | Хожув                  | Польща               | 0 – 1                   | Італія               | Ліга націй УЄФА 2018-2019 - 1-й етап  | -    |               |
| 17-11-2018 | Мілан                  | Італія               | 0 – 0                   | Португалія           | Ліга націй УЄФА 2018-2019 - 1-й етап  | -    | 72'           |
| 20-11-2018 | Генк                   | Італія               | 1 – 0                   | США                  | товариський матч                      | -    | кап.          |
| 23-3-2019  | Удіне                  | Італія               | 2 – 0                   | Фінляндія            | Відбір до ЧЄ 2020                     | -    |               |
| 26-3-2019  | Парма                  | Італія               | 6 – 0                   | Ліхтенштейн          | Відбір до ЧЄ 2020                     | -    | кап. 79'      |
| 8-6-2019   | Афіни                  | Греція               | 0 – 3                   | Італія               | Відбір до ЧЄ 2020                     | 1    |               |
| 11-6-2019  | Турин                  | Італія               | 2 – 1                   | Боснія і Герцеговина | Відбір до ЧЄ 2020                     | -    |               |
| 5-9-2019   | Єреван                 | Вірменія             | 1 – 3                   | Італія               | Відбір до ЧЄ 2020                     | -    | кап.          |
| 8-9-2019   | Тампере                | Фінляндія            | 1 – 2                   | Італія               | Відбір до ЧЄ 2020                     | -    | кап.          |
| 12-10-2019 | Рим                    | Італія               | 2 – 0                   | Греція               | Відбір до ЧЄ 2020                     | -    | кап.          |
| 15-10-2019 | Вадуц                  | Ліхтенштейн          | 0 – 5                   | Італія               | Відбір до ЧЄ 2020                     | -    | 88'           |
| 15-11-2019 | Зениця                 | Боснія і Герцеговина | 0 – 3                   | Італія               | Відбір до ЧЄ 2020                     | -    | кап. 65'      |
| 18-11-2019 | Палермо                | Італія               | 9 – 1                   | Вірменія             | Відбір до ЧЄ 2020                     | -    | кап. 68'      |
| 4-9-2020   | Флоренція              | Італія               | 1 – 1                   | Боснія і Герцеговина | Ліга націй УЄФА 2020-2021 - 1-й етап  | -    | кап. 80'      |
| 7-9-2020   | Амстердам              | Нідерланди           | 0 – 1                   | Італія               | Ліга націй УЄФА 2020-2021 - 1-й етап  | -    |               |
| 11-10-2020 | Гданськ                | Польща               | 0 – 0                   | Італія               | Ліга націй УЄФА 2020-2021 - 1-й етап  | -    | кап.          |
| 14-10-2020 | Бергамо                | Італія               | 1 – 1                   | Нідерланди           | Ліга націй УЄФА 2020-2021 - 1-й етап  | -    |               |
| 25-3-2021  | Парма                  | Італія               | 2 – 0                   | Північна Ірландія    | Відбір до ЧС 2022                     | -    |               |
| 28-3-2021  | Софія (місто)          | Болгарія             | 0 – 2                   | Італія               | Відбір до ЧС 2022                     | -    | кап.          |
| 4-6-2021   | Болонья                | Італія               | 4 – 0                   | Чехія                | товариський матч                      | -    |               |
| 11-6-2021  | Рим                    | Туреччина            | 0 – 3                   | Італія               | ЧЄ 2020 - 1-й етап                    | -    |               |
| 16-6-2021  | Рим                    | Італія               | 3 – 0                   | Швейцарія            | ЧЄ 2020 - 1-й етап                    | -    |               |
| 20-6-2021  | Рим                    | Італія               | 1 – 0                   | Уельс                | ЧЄ 2020 - 1-й етап                    | -    | кап. 46'      |
| 26-6-2021  | Лондон                 | Італія               | 2 – 1 д.ч.              | Австрія              | ЧЄ 2020 - 1/8 фіналу                  | -    | кап.          |
| 2-7-2021   | Мюнхен                 | Бельгія              | 1 – 2                   | Італія               | ЧЄ 2020 - чвертьфінал                 | -    |               |
| 6-7-2021   | Лондон                 | Італія               | 1 – 1 д.ч. (4 – 2 п.п.) | Іспанія              | ЧЄ 2020 - півфінал                    | -    | 118'          |
| 11-7-2021  | Лондон                 | Італія               | 1 – 1 д.ч. (3 – 2 п.п.) | Англія               | ЧЄ 2020 - Фінал                       | 1    | 55'           |
| 2-9-2021   | Флоренція              | Італія               | 1 – 1                   | Болгарія             | Відбір до ЧС 2022                     | -    | кап.          |
| 5-9-2021   | Базель                 | Швейцарія            | 0 – 0                   | Італія               | Відбір до ЧС 2022                     | -    |               |
| 6-10-2021  | Мілан                  | Італія               | 1 – 2                   | Іспанія              | Ліга націй УЄФА 2020-2021 - півфінал  | -    | кап. 30', 42' |
| 12-11-2021 | Рим                    | Італія               | 1 – 1                   | Швейцарія            | Відбір до ЧС 2022                     | -    | кап.          |
| 15-11-2021 | Белфаст                | Північна Ірландія    | 0 – 0                   | Італія               | Відбір до ЧС 2022                     | -    | кап.          |
| 29-3-2022  | Конья                  | Туреччина            | 2 – 3                   | Італія               | товариський матч                      | -    | 89'           |
| 1-6-2022   | Лондон                 | Італія               | 0 – 3                   | Аргентина            | Coppa dei Campioni CONMEBOL-UEFA 2022 | -    | 39'           |
| 23-9-2022  | Мілан                  | Італія               | 1 – 0                   | Англія               | Ліга націй УЄФА 2022-2023 - 1-й етап  | -    | кап. 48'      |
| 26-9-2022  | Будапешт               | Угорщина             | 0 – 2                   | Італія               | Ліга націй УЄФА 2022-2023 - 1-й етап  | -    | кап.          |
| 16-11-2022 | Тирана                 | Албанія              | 1 – 3                   | Італія               | товариський матч                      | -    | кап. 90+1'    |
| 20-11-2022 | Відень                 | Австрія              | 2 – 0                   | Італія               | товариський матч                      | -    | кап.          |
| 15-6-2023  | Енсхеде                | Іспанія              | 2 – 1                   | Італія               | Ліга націй УЄФА 2022-2023 - півфінал  | -    | кап. 46'      |
| Усього     |                        | Матчів (4 місце)     | 121                     |                      | Голів                                 | 8    |               |

## Титули і досягнення
- Володар Суперкубка Італії з футболу (6):

«Інтернаціонале»: 2005
«Ювентус»: 2012, 2013, 2015, 2018, 2020
- Володар Кубка Італії (5):

«Інтернаціонале»: 2005–06
«Ювентус»: 2014-15, 2015-16, 2016-17, 2020-21
- Чемпіон Італії (9):

«Інтернаціонале»: 2005-06
«Ювентус»: 2011-12, 2012-13, 2013-14, 2014-15, 2015-16, 2016-17, 2018-19, 2019-20
- Фіналіст Ліги чемпіонів (1):

«Ювентус»: 2014-15
- Віце-чемпіон Європи: 2012
- Чемпіон Європи: 2020